# Portage-du-Fort
Portage-du-Fort è un villaggio del Canada, situato nella provincia del Québec, nella regione di Outaouais.